# Pokropek
Pokropek – w Kościele katolickim popularne określenie obrzędów pogrzebowych dziecka nieochrzczonego.
Chociaż według teologii katolickiej dopiero przyjęcie sakramentu chrztu czyni członkiem Kościoła i tym samym uprawnia do liturgicznego pożegnania przez wspólnotę wiernych, to prawo kanoniczne pozwala odprawić obrzędy pogrzebowe dziecka nieochrzczonego „jeżeli rodzice pragnęli je ochrzcić”.
„Pokropek” odbywa się według obrzędu nieco uproszczonego w porównaniu z obrzędem pogrzebu dzieci ochrzczonych, zazwyczaj bez mszy św. w szatach liturgicznych koloru białego. Głównym momentem jest pokropienie trumny wodą święconą (stąd nazwa obrzędu).
Używanie nazwy „pokropek” jest przez Kościół niezalecane, jako degradujące obrzęd.